# Dennis Srbeny
Dennis Srbeny (Berlín, Alemania, 5 de mayo de 1994) es un futbolista alemán. Juega de delantero y su equipo es el SpVgg Greuther Fürth de la 2. Bundesliga de Alemania.

## Trayectoria

### Norwich City
El 25 de enero de 2018 fichó por el Norwich City de la Championship inglesa por dos años y medio, el precio del fichaje no fue revelado. Anotó su primer gol en el club el 7 de abril de 2018 al Aston Villa, en la victoria por 3-1 en Carrow Road.

## Clubes
| Club                   | País       | Año       |
| ---------------------- | ---------- | --------- |
| F. C. Hansa Rostock II | Alemania   | 2013-2014 |
| F. C. Hansa Rostock    | Alemania   | 2014-2015 |
| BFC Dynamo             | Alemania   | 2015-2017 |
| S. C. Paderborn 07     | Alemania   | 2017-2018 |
| Norwich City F. C.     | Inglaterra | 2018-2020 |
| S. C. Paderborn 07     | Alemania   | 2020-2023 |
| SpVgg Greuther Fürth   | Alemania   | 2023-     |